# Halammohydra coronata
Halammohydra coronata är en nässeldjursart som beskrevs av Clausen 1967. Halammohydra coronata ingår i släktet Halammohydra och familjen Halammohydridae. Arten är reproducerande i Sverige. Inga underarter finns listade i Catalogue of Life.